# Nomain

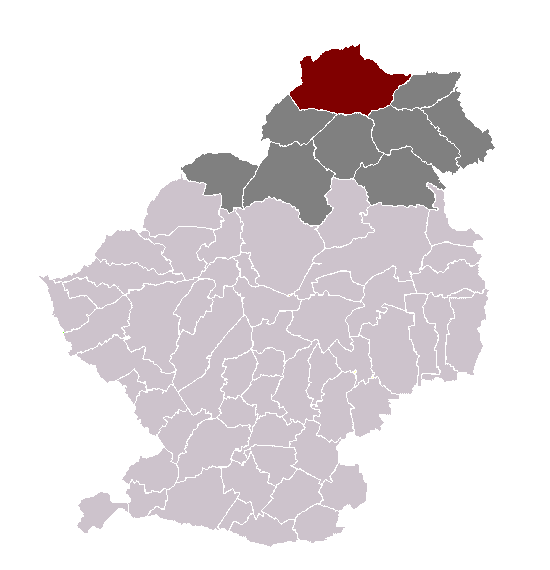
Ubicació de Nomain dins del cantó i el districte

Nomain és un municipi francès, situat a la regió dels Alts de França, al departament del Nord. L'any 2006 tenia 2.440 habitants. Limita al nord amb Genech, al nord-est amb Mouchin, a l'est amb Aix, al sud-est amb Landas, al sud amb Orchies, al sud-oest amb Auchy-lez-Orchies, a l'oest amb Cappelle-en-Pévèle i al nord-oest amb Templeuve-en-Pévèle.

## Demografia
| 1962                                       | 1968  | 1975  | 1982  | 1990  | 1999  | 2006  |
| ------------------------------------------ | ----- | ----- | ----- | ----- | ----- | ----- |
| 1.649                                      | 1.700 | 1.760 | 1.967 | 2.317 | 2.393 | 2.440 |
| Des de 1962: població sense dobles comptes |       |       |       |       |       |       |

## Administració
| Període   | Identitat     | Partit |
| --------- | ------------- | ------ |
| 1989-2003 | Paul Dauchy   |        |
| 2008-     | Daniel Bonnet |        |